# 古四王神社
39°44′11″N 140°04′59″E / 39.736264°N 140.083172°E
古四王神社（日语：／ Koshiō-jinja */?）是日本秋田縣秋田市寺內兒櫻的神社，社格是國幣小社和別表神社，祭神是武甕槌命和大彥命，別當寺是四天王寺和東門院台。氏子方面，根據《日本社寺大觀》記載是413戶，《神社名鑑》、《全國神社名鑒》和《秋田縣神社名鑑》雖然均稱是325戶，不過《神社名鑑》稱崇敬者有1420人，《全國神社名鑒》和《秋田縣神社名鑑》則指是15000人。

## 位置與名稱
神社位於羽州街道一旁的丘陵之上，行政區劃上原屬出羽國秋田郡高清水鄉，後為秋田郡寺內村、羽後國秋田郡寺內村、秋田縣南秋田郡寺內村和寺內町，大字是寺內，字是兒櫻，2003年改為寺內兒櫻，神社鎮座地也稱為高清水岡或小櫻高台，番地原為81。古四王是祭神大彥命的尊稱，源於其支配的越路。有數十座同名神社以新潟縣北部至秋田縣的日本海海岸以及河岸為中心分佈於東北地方。

## 歷史

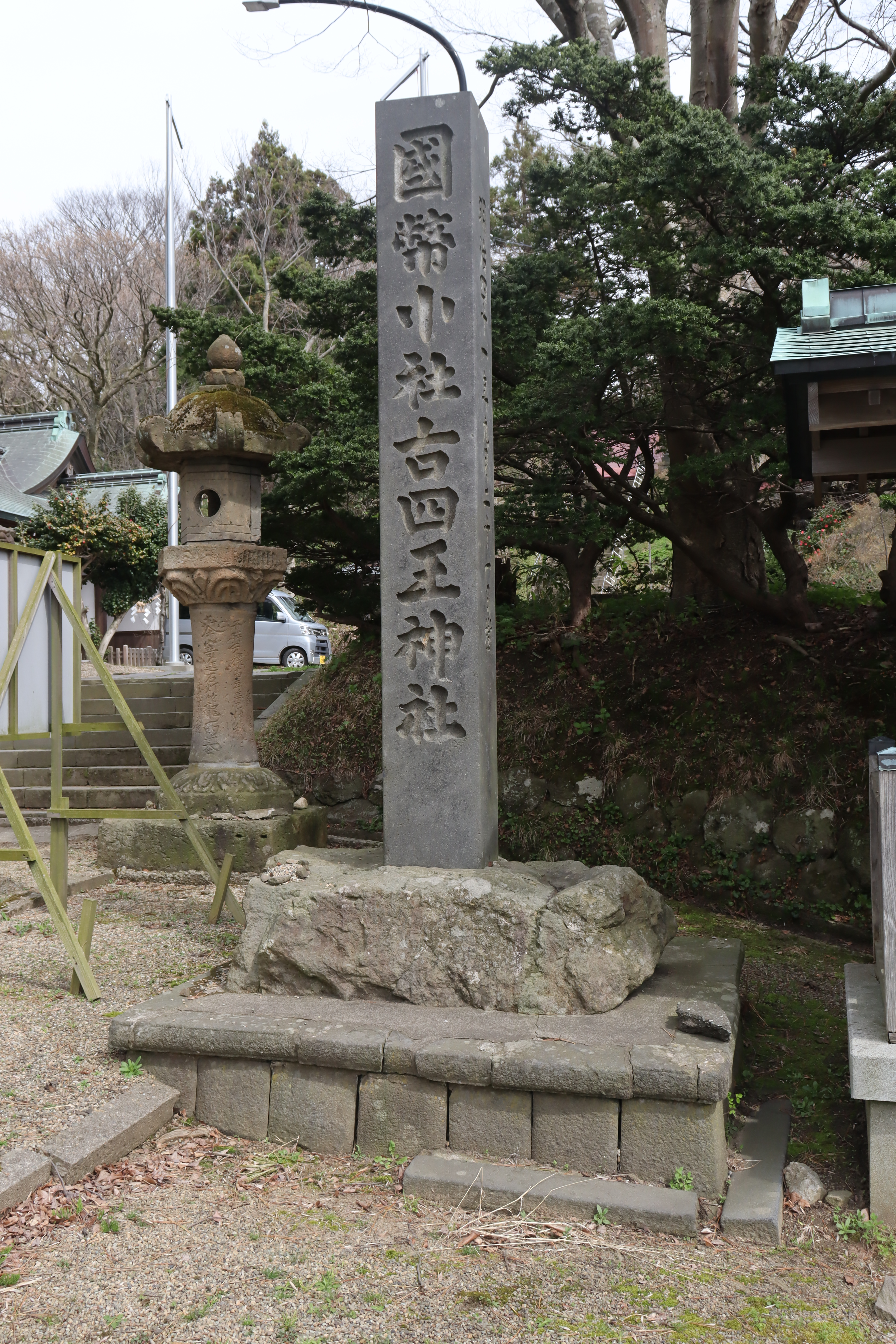
刻有國幣小社的社號標

根據社傳記載，大彥命在蝦夷征伐時供奉武甕槌命，稱為齶田浦神。齊明天皇4年（658年），阿倍比羅夫率領由180艘船組成的水軍停泊於秋田浦時，當地豪族恩荷受其軍威震懾而降，不過由於手持弓箭而被質疑，恩荷在辯解時稱自己元吃肉的習慣（指打獵），因此才攜帶弓箭，並且以齶田浦神之名發誓效忠。阿倍比羅夫聽罷便將大彥命合祀至此，從而創立神社。
天平5年（733年），出羽柵轉移至高清水岡，即後來的秋田城，由坂上田村麻呂進駐，他曾經在神社祈願，並且立下軍功，因此在延曆年間重振神社。天長7年（830年），根據《類聚國史》記載，在以秋田城為中心的地震中倒塌的四王堂即神社，反映當時已經處於神佛習合的階段，神社也成為秋田城的四天王寺的寺內鎮守。貞觀7年（865年），根據《日本三代實錄》記載有「高泉神」升至從五位下，《真澄遊覽記》認為神社即高泉神，不過《角川日本地名大辭典》認為此說法難以採納。
進入江戶時代後，神社獲久保田藩佐竹氏寄進60石作為社領。明治3年（1870年），在神佛分離前稱為古四王寺或古四王權現的神社改稱古四王神社，並且在境內興建供奉坂上田村麻呂的田村神社。明治5年4月，神社獲列為鄉社，1876年2月24日升為縣社，1882年4月29日再升至國幣小社，為秋田縣社格最高的神社。1886年，神社的社殿和寶物均毀於火災。

## 境內
- 本殿
- 社務所
- 左邊是神輿庫，右邊是岩戶神社

根據《日本社寺大觀》記載，神社境內面積達15000坪（約49586.78平方），《神社名鑑》、《全國神社名鑒》和《秋田縣神社名鑑》均稱是16777坪（約55461.16平方）。本殿佔地10坪（約33.06平方），拜殿佔地92坪（約304.13平方），同為入母屋造建築。神饌所佔地16坪（約52.89平方）、參籠所佔地19坪（約62.81平方），社務所佔地64坪（約211.57平方），神輿庫佔地4坪（約13.22平方）。境內社有田村神社、岩戶神社和神明社。
- 田村神社
- 神明社

## 祭事
神社的祭事有忌明祭、船靈祭和例祭。忌明祭在1月8日舉行，直至近代為止從元旦到忌明祭為止的七日內進行齋戒和精進，學童也不會參加1月1日的四方拜，直至1月8日才會去學校上課，麻糬除了白色以外均視為禁忌，女性外出時也會戴笠，就管有訪客也不會提供炭火。以前，氏子就算在平時也不會吃雙足步行或四足步行的動物。船靈祭在舊曆3月16日舉行，是為了感謝大彥命救曉人們如何造船的神事，由於相傳大彥命曾經在船上接受款待，因此會將沾上豆粉的御握以及鹽醃的蓼作為神饌供奉於設在船上的祭壇。例祭在5月8日舉行，神輿會在町內神幸，隊列中有人負責拿長約3米，粗約9米的糊付棒，在其先端部分沾上加了水的粘米粉，通過確認其黏度和掉落程度來預測當年的收成，又稱米占神事。

## 外部連結
- . 秋田縣神社廳.   [2023-07-05]. （原始内容存档于2023-04-05） （日语）.
- . kotobank （日语）.